# Водные объекты Дуванского района
Гидрография Дуванского района Республики Башкортостан определяется географическим расположением в бассейне Уфы.
В Уфу в Дуванском районе впадают слева притоки Ай и Юрюзань, в бассейне Уфы малые реки — Кошелевка, Анзяк, Лемазик, Тандак, Большой и Малый Кутюм и др.
В долине этих рек расположены луга и болота (9 в бассейне рек Аи и Юрюзань). Среди них для охраны в статусе памятников природы предлагаются следующие природные объекты: Озерское болото, Каракулевское болото, Черношарское болото,  Сосновое озеро
В Дуванском районе имеется озера карстового происхождения, а также комплекс карстовых болот у с. Улькунды.